# El dia dels tramposos
El dia dels tramposos (títol original en anglès There Was a Crooked Man...) és una pel·lícula estatunidenca dirigida l'any 1970 per Joseph L. Mankiewicz. Ha estat doblada al català.

## Anàlisi
El guió és una verdadera mecànica de rellotgeria, que manipula sense pietat personatges i espectadors. El realitzador tracta amb delectació una sarabanda sarcàstica, que fa prova d'un cinisme i d'una misantropia feroçment divertides. És la segona col·laboració entre Joseph L. Mankiewicz i Kirk Douglas. Ja s'havien trobat el 1949 per A Letter to Three Wives.

## Repartiment
- Kirk Douglas (Paris Pitman Jr.)
- Henry Fonda (Woodward Loperman)
- Hume Cronyn (Dudley Whinner)
- Burgess Meredith (Missouri Kid)
- Warren Oates (Floyd Moon)
- Lee Grant: Mrs. Bullard